# Premiul Empire pentru cel mai bun film
Empire Award for Best Film (Premiul Empire pentru cel mai bun film) este unul dintre Premiile Empire (en:Empire Awards) care sunt oferite anual de către revista britanică Empire.

## Câștigători și nominalizări
În lista de mai jos, câștigătorii sunt prezentați cu aldin, urmați de celelalte nominalizări.

### Anii 1990
| An                  | Film |
| ------------------- | ---- |
| 1996 (1st)          |      |
| Braveheart          |      |
| 1997 (2nd)          |      |
| Seven               |      |
| 1998 (3rd)          |      |
| Men in Black        |      |
| 1999 (4th)          |      |
| Titanic             |      |
| Good Will Hunting   |      |
| Saving Private Ryan |      |
| The Big Lebowski    |      |
| The Truman Show     |      |

### Anii 2000
| An                                                         | Film |
| ---------------------------------------------------------- | ---- |
| 2000 (5th)                                                 |      |
| The Matrix                                                 |      |
| 2001 (6th)                                                 |      |
| Gladiator                                                  |      |
| American Beauty                                            |      |
| Crouching Tiger, Hidden Dragon                             |      |
| High Fidelity                                              |      |
| Magnolia                                                   |      |
| 2002 (7th)                                                 |      |
| The Lord of the Rings: The Fellowship of the Ring          |      |
| A.I. Artificial Intelligence                               |      |
| Harry Potter and the Philosopher's Stone                   |      |
| The Others                                                 |      |
| Moulin Rouge!                                              |      |
| 2003 (8th)                                                 |      |
| The Lord of the Rings: The Two Towers                      |      |
| Die Another Day                                            |      |
| Minority Report                                            |      |
| Road to Perdition                                          |      |
| Spider-Man                                                 |      |
| 2004 (9th)                                                 |      |
| The Lord of the Rings: The Return of the King              |      |
| Cold Mountain                                              |      |
| Kill Bill: Vol. 1                                          |      |
| Pirates of the Caribbean: The Curse of the Black Pearl     |      |
| X2                                                         |      |
| 2005 (10th)                                                |      |
| The Bourne Supremacy                                       |      |
| Collateral                                                 |      |
| Kill Bill: Vol. 2                                          |      |
| Spider-Man 2                                               |      |
| The Incredibles                                            |      |
| 2006 (11th)                                                |      |
| King Kong                                                  |      |
| Crash                                                      |      |
| Sin City                                                   |      |
| Star Wars Episode III: Revenge of the Sith                 |      |
| War of the Worlds                                          |      |
| 2007 (12th)                                                |      |
| Casino Royale                                              |      |
| Pan's Labyrinth                                            |      |
| Superman Returns                                           |      |
| The Departed                                               |      |
| United 93                                                  |      |
| 2008 (13th)                                                |      |
| The Bourne Ultimatum                                       |      |
| Harry Potter and the Order of the Phoenix                  |      |
| Ratatouille                                                |      |
| The Assassination of Jesse James by the Coward Robert Ford |      |
| Zodiac                                                     |      |
| 2009 (14th)                                                |      |
| The Dark Knight                                            |      |
| Iron Man                                                   |      |
| No Country For Old Men                                     |      |
| There Will Be Blood                                        |      |
| WALL-E                                                     |      |

### Anii 2010
| An                                            | Film |
| --------------------------------------------- | ---- |
| 2010 (15th)                                   |      |
| Avatar                                        |      |
| District 9                                    |      |
| The Hurt Locker                               |      |
| Inglourious Basterds                          |      |
| Star Trek                                     |      |
| 2011 (16th)                                   |      |
| Inception                                     |      |
| Kick-Ass                                      |      |
| Scott Pilgrim vs. the World                   |      |
| The King's Speech                             |      |
| The Social Network                            |      |
| 2012 (16th)                                   |      |
| Harry Potter and the Deathly Hallows – Part 2 |      |
| Drive                                         |      |
| The Girl with the Dragon Tattoo               |      |
| Rise of the Planet of the Apes                |      |
| Tinker Tailor Soldier Spy                     |      |